# أم أسبوعة
أم أسبوعة، حاضرة موريتانية تابعة إداريا لبلدية إطويل بمقاطعة تمبدغة

## التاريخ
تأسست في بداية الثلاثينيات من القرن العشرين، وتعود التسمية إلى أن المكان الذي أسست فيه كان غابة كثيرة الأشجار كثيفتها، وكانت المنطقة عموماً موحشة حيث كانت أقرب نقطة تجمع سكني هي مدينة تمبدغة التي أنشأها الفرنسيون أوائل القرن العشرين؛ وكانت هذه الغابة نقطة لتجمع الحيوانات البرية والمفترسة منها أساساً، نتيجة عتامتها وتوفر المياه فيها، وكذلك الأفاعي وغيرها. وتقول الروايات المحلية أنها كانت مستقرا للأسود (السباع) المهاجرة ومن هنا جاءت التسمية؛ ولا تزال توجد حتى الآن بعض جذوع الأشجار كشواهد من بقايا تلك الغابة.
ولم تشهد هذه المنطقة أي استقرار بشري قبل سكانها الحاليين الذين كانوا بدواً رحّلاً ساقهم الترحال إليها.
كما أن هناك رواية أخرى لسبب هذه التسمية تقول بوجود محاولات قديمة لبعض قبائل مشظوف للاستقرار في المنطقة إلا أن الظروف البيئية منعتهم، وبعد ذلك جاءت مجموعة من آل الجيه المختار (السكان الحاليون) فقهروا تلك الظروف واستغلوا الغابة لمصالحهم وطردوا الوحوش بممارستهم للزراعة في المنطقة وبذلك سميت المنطقة بأم اسبوعة (جمع سبع باللهجة الحسانية المحلية) كتعبير مجازي أطلق على الرجال الذين قهروا الظروف وذللوها لصالحهم فاعتبروا أسوداً.

## الموقع الجغرافي
تقع قرية أم أسبوعة على بعد 23,5 كلم شمال تمبدغة حيث تحدها من الشمال قرية أكحوله على بعد 23,7 كلم، ومن الجنوب تمبدغة (المدينة)، ومن الغرب قرية أم اوجيل على بعد 7 كلم، ومن الشمال الشرقي قرية البدع على بعد 11 كلم، ومن الشرق قرية أولاد سيدي (حديثة النشأة) على بعد 5 كلم.
وتتبع أم اسبوعة إداريا لبلدية اطويل إحدى بلديات مقاطعة تمبدغة التابعة لولاية الحوض الشرقي في جمهورية موريتانيا الإسلامية. وتتميز تضاريسها بازدواجية الكثبان الرملية مع السهول المنبسطة ذات التربات الكلسية السوداء الحافظة للمياه (قيعان) والصالحة للزراعة.
ويقع مركز القرية بين هذه الكثبان وتلك المجاري المائية مما يضفي عليها منظرا جغرافيا متنوعا أضفى عليها مسحة سياحية باتت تجلب إليها الكثيرين خاصة في فصل الخريف حيث تغازل الخضرة بياض الكثبان الرملية المنمقة بخضرة أشجار الطلح المترامية فيها. مما جعل الكثير من الشعراء يتغنون بمناظرها الساحرة التي تلهب قرائح الشعراء من أمثال الشاعرين الكبيرين الشيخ محمد الأمين ابن سيدي محمد، ومختاري ابن سيدي عالي. وكذلك الكثيرين من أبناء أم اسبوعة نفسها في مجالي الشعر الفصيح والشعبي.
كما يمثل ثلثي هذه المساحة مناطق رعوية شاسعة وخصبة وغنية بالأعشاب الرعوية.

## الأحياء السكنية
وتتكون هذه القرية من أربعة أحياء رئيسية هي : 
- حي طيبة وهو الأكبر ويقع في الوسط.
- حي النزاهة ويقع في الجهة الشرقية وهو ملاصق لسابقه.
- حي صگطار ويقع غرب الحيين السابقين وينفصل عنهما قليلا.
- حي أدويويره ويقع في الجنوب حيث تفصله بعض الكثبان الرملية عن سابقيه.

وتمتد بنايات القرية شرقا وغربا ؛ وتتكون هذه البنايات في الغالب من اللبن الطيني، إلا أن تواجد بنايات الاسمنت المسلح أصبح ملحوظا في الفترة الأخيرة.

## التعليم
يشتهر سكان أم اسبوعة بحفظ القرآن والاهتمام بالعلوم الشرعية حيث توجد في القرية مدرسة تقليدية (محظرة) من أهم وأكبر المحاضر في تلك الجهة حيث يأتيها الطلاب من القرى والمدن المجاورة وحتى من العاصمة نواكشوط لأجل دراسة القرأن والعلوم الشرعية.
وفي الماضي لم يكن أهل أم اسبوعة يحبون التعليم المدرسي نظرا لسمة المحافظة التي يتميزون بها إلاأنهم أصبحوا يهتمون به كثيرا لما رأوا عدم تعارضه مع الدين، إلا أنه لم يصرفهم عن تعليمهم المحظري.
وتوجد في حاضرة أم اسبوعة مدرستين ابتدائيتين تأسست الأولى منهما سنة 1981 والثانية سنة 2005 وتقام فيهما مسابقة دخول السنة الأولى الإعدادية.
كما يوجد في القرية ثلاثة مساجد أحدهما يعتبر الجامع الكبير للقرية حيث تأسس مع نشأتها ويقع في وسط القرية في حي طيبة والثاني في حي صگطار والثالث في حي أدويويره.

## الصحة
تتوفر حاضرة أم اسبوعة على نقطة صحية (مستوصف ) تم إنشاؤه سنة 2004 ثم تطويره في 2013, إذ أصبح يتوفر بالإضافة إلى طبيبه الرئيسي على ممرضتين وغرفة معاينة وغرفة توليد وصيدلية وغرفة للحجز، ليصبح المستوصف المركزي لجميع القرى المجاورة ويؤدي دورا كبيرافي معالجة السكان، وقد كانت هذه القرى قبل ذلك تعتمد على المستشفى المركزي في المقاطعة.
إلا أن الطاقة الاستيعابية لهذا المستشفى لا تزال متواضعة مقارنة بعدد السكان وقلة العمال وتواضع التجهيزات، 
ويبدو ذلك جليا في فصل الخريف حين تكثر الإصابة بحمى الملاريا المنتشرة في المنطقة بشكل كبير.

## الاقتصاد
يعتمد السكان في حاضرة أم اسبوعة في حياتهم وموارد رزقهم على :
- التجارة: وتعتبر هي المورد الرئيسي لهم حيث يوجد لهم مكان مهم في السوق المركزي للمقاطعة.
- التنمية الحيوانية: ولها حضور قوي في حياتهم وتعتبر الأبقار والماعز هما النوعان الأساسيان في هذه التنمية.
- الزراعة الموسمية: رغم توفر مساحات كبيرة صالحة للزراعة في موسم الأمطار وأراضي خصبة أيضا إلا أن المحصول السنوي لهذه الزراعة بقي محدودا جدا، ويرجع البعض ذلك إلى بدائية الوسائل المستخدمة وضعف عناية الدولة بها رغم أن هناك بعض الشواهد الدالة على محاولات للرفع من المستوى الإنتاجي مثل: سد التيسير الذي أنشأ سنة 1956 وتم ترميمه من طرف مفوضية الأمن الغذائي[وصلة مكسورة] سنة 1994 إلا ذلك لم يحدث تغيرا في مستوى الإنتاج حتى الآن.

## النقل وطرق المواصلات
تقع حاضرة أم اسبوعة على مفترق طرق يربطها بالمقاطعة من جهة وبالقرى المجاورة لها من جهة أخرى مثل أم اوجيل وأخظورة والبدع ...، إلا أن هذه الطرق كلها رملية، مما يجعلها عرضة للكثير من الأضرار في موسم الأمطار مما يقطعها أحيانا ويصعب الوصول إلى هذه القرى.

## شبكات الإتصال
أما من ناحية الاتصالات فإن أم اسبوعة تقع ضمن نطاق تغطية شبكات الاتصال الثلاثة الموجودة في البلاد (شنقيتل، موريتل، ماتل)مما يجعلها على اتصال دائم بعالمها الخارجي.